# 青森県道184号下派立沼崎線
青森県道184号下派立沼崎線（あおもりけんどう184ごう しもはだちぬまさきせん）は、青森県つがる市を通る一般県道である。

## 概要
つがる市稲垣町繁田字下派崎で青森県道2号屏風山内真部線から南へ分岐し、つがる市稲垣町沼崎で青森県道161号豊川館岡線に合流する。

### 路線データ
- 起点：つがる市稲垣町福富下派立[1]
- 終点：つがる市稲垣町沼崎[1]

## 歴史
- 1961年（昭和36年）2月10日 - 県道に認定される[1]。

## 地理

### 交差する道路
- 青森県道2号屏風山内真部線（起点）
- 青森県道161号豊川館岡線（終点）

### 沿線の施設など
- つがる市立稲垣中学校
- つがる市役所 稲垣支所（終点付近）